# Carolina De Robertis

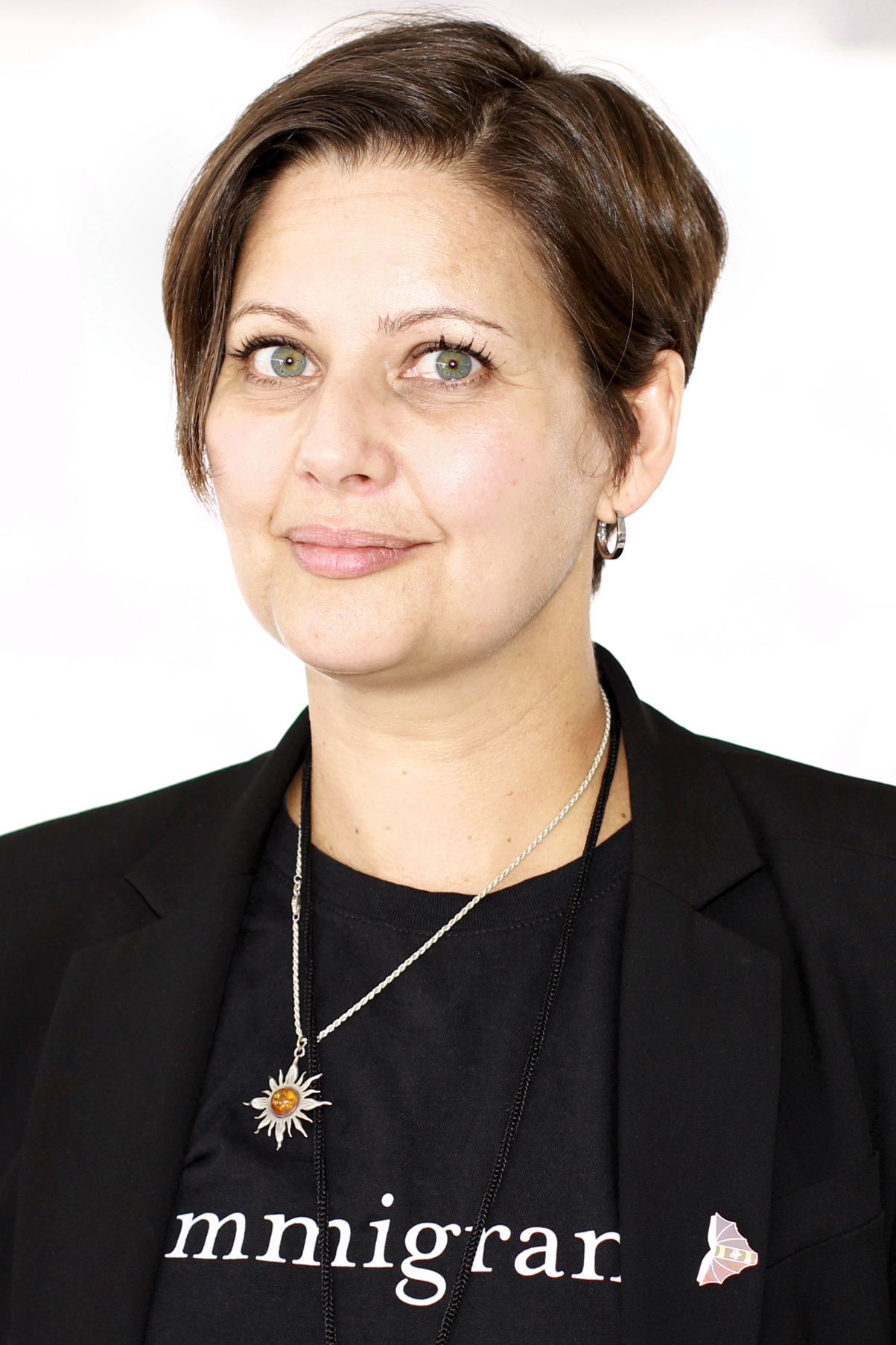
Carolina De Robertis

Carolina De Robertis (* 1975 in England) ist eine Schriftstellerin mit uruguayischen Eltern, die seit 1985 in den USA lebt.
Carolina De Robertis wuchs in England, in der Schweiz und in Kalifornien auf. Sie begann ihre berufliche Laufbahn als Übersetzerin fiktionaler und literarischer Texte u. a. der Bücher Bonsai von Alejandro Zambra und The Neruda Case von Roberto Ampuero (Deutsch Der Fall Neruda).
Vor der Fertigstellung ihres ersten Buches war sie zehn Jahre lang für verschiedene Frauenrechtsorganisationen tätig, die sich u. a. mit Einwanderung und Vergewaltigung befassten.
Im Jahr 2009 erschien ihr Debütroman Die unsichtbaren Stimmen (orig.: The Invisible Mountain), der in fünfzehn Sprachen übersetzt wurde. Im Jahr 2012 publizierte sie ihr zweites Werk Perla, das im Jahr darauf auf Deutsch erschienen ist.
Carolina De Robertis lebt in Oakland, Kalifornien.

## Werke
- The Invisible Mountain. 2009.
  - deutsch: Die unsichtbaren Stimmen. Aus dem Englischen von Adelheid Zöfel und Cornelia Holfelder-von der Tann. Krüger, Frankfurt am Main 2009, ISBN 978-3-8105-0799-0.
- Perla. Alfred A. Knopf, New York 2012, ISBN 978-0-307-59959-9.
  - deutsch: Perla, FISCHER Krüger 2013, ISBN 978-3-596-19446-9.
- Gods of Tango. A. Knopf, New York 2015
  - deutsch: Die Tangospielerin, FISCHER Krüger 2016, ISBN 978-3-8105-2413-3.

## Auszeichnungen und Preise (Auswahl)
- 2016: Stonewall Book Award, Kategorie „Literatur“, für The Gods of Tango
- 2020: Stonewall Book Award, Kategorie „Literatur“, für Cantoras